# Patriot (Indiana)
Patriot è un comune degli Stati Uniti d'America, situato nello Stato dell'Indiana, nella contea di Switzerland.